# Annie Baillargeon
Pour les articles homonymes, voir Baillargeon.
Annie Baillargeon, née en 1978 à Arthabaska, est une artiste canadienne connue pour le photomontage et l'art de la performance.
Son travail se retrouve dans les collections du Musée des beaux-arts du Canada, de la Banque d'art du Conseil des Arts du Canada et du Musée national des beaux-arts du Québec. Ses œuvres ont également été exposées au Musée national des beaux-arts du Québec, au Musée d'art contemporain de Montréal, au Contact Photography Festival à Toronto , Collection d'œuvres d'art de la ville de Laval et à la Biennale de Liverpool. Cofondatrice des collectifs art action, Les Fermières Obsédées (2001-2015) et Les BLUSH (2015-), elle s'est produite au Musée national des beaux-arts du Québec et à l'international aux États-Unis, en Irlande, Pays de Galles, Pologne et Australie .

## Œuvre
Son travail est qualifié de mélange de « performance et d'esthétique relationnelle avec les nouvelles techniques des arts médiatiques ».
Les photomontages de Baillargeon se caractérisent par des autoportraits. Ses images «kaléidoscopiques» et ses récits photographiques se transforment en art de la performance. Décrite comme une allégorie, son travail reflète les problèmes féministes de violence physique, d'exploitation et de séduction.
Intéressée par la danse, le cinéma et les arts visuels, elle a cofondé en 2001 le collectif d'art-performance Les Fermières Obsédées, qui oeuvre de 2001 à 2015.
Cofondatrice en 2015 du collectif B.L.U.S.H. qui est composé des artistes en art visuel Annie Baillergeon, Isabelle Lapierre, et de la conceptrice sonore Marie-Hélène Blay. Les artistes allient les langages visuels et sonores à travers des performances ce avec une approche écoféministe, elles font parfois appel a d’autres artistes dans leurs performances.

## Expositions

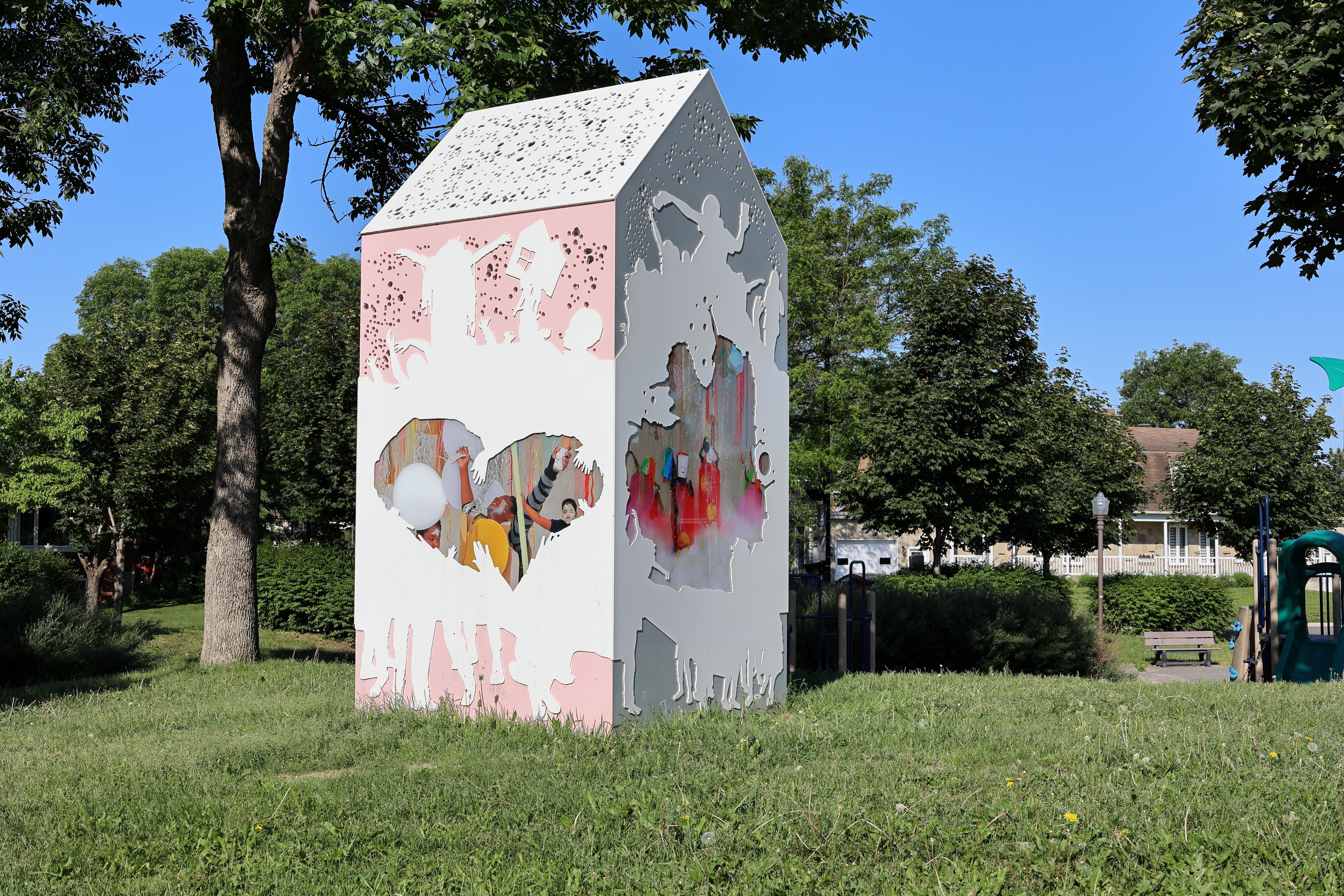
Chez moi, chaque jour est une fête. Œuvre située au Parc Louis-Latulippe à Québec.

### Expositions individuelles
2001 :
- Arabesques et grotesques, La Bande vidéo, Québec, QC, Canada.
- Panorama d’autosuggestions, La Bande Vidéo, Québec, QC, Canada.

2003 : To be an actress, Patio central de Gobierno, Colima, Mexico.
2004 : 
- She just wants to be an actress, Caravansérail, Rimouski, QC, Canada.
- Gymnastique signalétique, Centre Vu, Quebec, QC, Canada[13].
- Les monuments fabulés, Grave, Victoriaville, QC, Canada [14].

2005 :
- In a wonderland, Hemispheric Institute of Performance & Politics, Belo Horizonte, Brazil[15].
- Les monuments fabulés, Centro Cultural Metropolitano, Mois de la photo, Quito, Equateur[14].
- Quatre phases d’adaptation, Halifax Ladyfest, Khybert Arts Center, Halifax, NS, Canada.

2006 : 
- Gymnastique signalétique, Centre d’exposition Raymond-Lasnier,Trois-Rivières, QC, Canada.
- Gymnastique signalétique, Gallery 44, Toronto, ON, Canada.

2008 : Anamorphose systémique et Génétiques bio-affectives, Espace F, Matane, QC, Canada.
2009 : She just wants to be an actress, L'oeil de Poisson et La bande vidéo, Galerie Séquence, Québec, QC, Canada.
2010 : Emballage anatomique, Centre Sagamie, Alma, QC, Canada.
2011 
- Emballage anatomique, La maison des artistes visuels francophone, Winnipeg, MB, Canada[18].
- Emballage anatomique, galerie d’art d’outremont, Montréal, QC, Canada[19].
- Emballage anatomique, Atelier Circulaire, Montréal, QC, Canada.

2012 :
- Territoires perdus, Galerie d’Este, Montréal, QC, Canada.
- Adversités, VU photo centre de diffusion et de production de la photographie, Québec, QC, Canada[20].
- Adversités, Maison de la culture Frontenac, Montréal, QC, Canada.

2013 : 
- Refuge, Projet : À Louer, UMA La Maison de l’image et de la photographie, Montréal, QC, Canada.
- Territoires perdus, Centre d’art actuel Regard, Québec, QC, Canada[21].

2015 :
- Les jardins, Art Toronto, Galerie D’Este, Toronto, ON, Canada.
- Les natures mortes/Épisodes de petits déclins, Galerie d’Este, Montréal, QC, Canada.
- Territoires perdus, Centre d’art Jacques & Michel Auger, Centre Momentum, Victoriaville, QC, Canada.
- L’humain sans Leurre: Les natures mortes/Épisodes de petits déclins, Langage Plus, Alma, QC, Canada.

2016 : Les natures mortes : Épisodes de petits déclins, Galerie 3, Québec, QC, Canada,,.
2017 : 
- Cosmologie des chambres, Galerie d’Este, Montréal, QC, Canada.
- Les jardins et autres cachotteries, Occurrence, Montréal, QC, Canada.
- Nous courions vite et les égratignures sur nos jambes étaient belles, « L’art de la joie », Salle Irène Lemieux Bibliothèque Gabrielle Marchand, Manif d’art 8 – Biennale de Québec, Québec, QC, Canada, commissaire Jeanne Couture[25].

2018 : 
- Les Amas, Galerie 3, Québec, QC, Canada[26].
- Les jardins, Centre Peter B.Yeomans, Montréal, QC, Canada.

2019 : 
- Les Amas, Galerie D’Este, exposition satellite, Momenta, La vie des choses, Biennale de l’image, Montréal, QC, Canada.
- Cosmologie des chambres, Art-Images, Gatineau, QC, Canada[27].

2021 : 
- Côtés droits et angles égaux / room of an eternal beauty fixe @squarefeminity, La bande Vidéo, Québec, QC, Canada[28].
- Les soins des amazones@squarefemininity, Galerie de l’Université Laval, Québec, QC, Canada[29].

2022 :
- Côtés droits et angles égaux / room of an eternal beauty fixe, PHOS – 9e édition Matane, QC, Canada[30].
- Relecture en connivence, sortons la fiction par la fiction, Galerie 3, Québec, QC, Canada[31],[32].
- Les magiciennes 1 et Les ruines affamés (4), « Les illusions sont réelles », Manif d'art 10 - Biennale de Québec, Québec, QC, Canada[33],[34].

### Expositions collectives
2003 : Parade sous office et La joie de vivre avec Jacques Charlier, Collectif Les fermières obsédées, « Bonheur et simulacres », Manif d'art 2 - Biennale de Québec, Québec, QC, Canada.
2005 : « L’envers des apparences », Musée d’art contemporain de Montréal, Montréal, QC, Canada, commissariat: Gilles Godmers.
2008 : 
- « C’est arrivé près de chez vous », avec le collectif Les fermières obsédées, Musée National des beaux arts de Québec, Québec, QC, Canada, commissariat : Nathalie Deblois[37].
- « The constructed image », Contact Toronto Photography Festival, Toronto Image Works, Toronto, ON, Canada.

2009 : « Sublime démesure », Musée d’art contemporain des Laurentides, Saint-Jérome, QC, Canada.
2010 : 
- « Touched », Contemporaray Urban center, Biennale de Liverpool, Liverpool, Royaume-Uni.
- « Kapow : Le panthéon du super », AxeNéo 7, Gatineau, QC, Canada, commissariat: Eric Ladoucer et Mélissa Charest.

2011 : « Explorations spatiales », Musée National des beaux arts de Québec, Québec, commissariat: Audrey Carreau.
2012 : 
- « Repérage », Exposition Loto-Québec, Musée d’Art contemporain de Baie-Saint-Paul, QC, Canada.
- « L’insoutenable légèreté de l’être », Musée d’art contemporain des Laurendides, Saint-Jérôme, QC, Canada, commissariat: Nathalie Dussault.
- « Collectionner - La collection branchée de M.Tremblay », Maison de la culture Frontnac, Montréal, QC, Canada[38].
- « Le double », Galerie D’Este, Montréal, QC, Canada.

2015 : 
- « Trois artistes, trois femmes, trois univers », Salle de diffusion de Parc- Extension, Montréal, QC, Canada.
- « Exposition collective pour le prix national Salt Spring », Vancouver, BC, Canada.
- « Dans un monde post: Un évènement post-punk », Université de Sherbrooke, Longueuil, QC, Canada, commissariat Sébastien Pesot[39].
- « Rencontres internationales de la photographie, » Collection Loto-Québec, Gaspésie, QC, Canada.
- « Trois II », Galerie Michel Guimond, Québec, QC, Canada.

2016 : 
- « In a Post-World: Post-Punk Art Now », The Invisible Dog Art Center, Brooklyn, NY, États-Unis.
- « Première anniversaire de la Galerie 3 », Galerie 3, Québec, QC, Canada.

2018 : 
- Recto-Verso, collectif B.L.U.S.H., Studio d'essai Québec, Méduse, Québec, QC, Canada
- Foire en art actuel de Québec, Chapelle des Jésuites, Québec, QC, Canada, Commissaire: Marc- Antoine K Phaneuf.

2019 : Mieux vaut tard, collectif B.L.U.S.H., Salle Multi Québec, Méduse, Québec, QC, Canada
2020 : 
- Mieux vaut tard, collectif B.L.U.S.H., Salle Multi Québec, Méduse, Québec, QC, Canada.
- « SPUNKT ART NOW », Galerie d’art Antoine Sirois, Sherbrooke, Québec, QC, Canada.

2022 : La litanie des couvre-feux, collectif B.L.U.S.H., PHOS, Matane, QC, Canada,.

## Prix et distinctions
- 2001 : 
  - Nommée au Prix Sobey
  - Prix du jury à Vidéastes recherché-es

- 2007 : Prix Cornelius-Krieghoff
- 2009 : Prix Videre Événement, Prix d'excellence des arts et de la culture
- 2015 : Prix du jury au Salt Spring National Art Prize
- 2017 : Nommée au Prix Sobey
- 2019 : Finaliste au prix Videre
- 2020 : Finaliste au prix Salt Spring National
- 2022 : Prix Videre création[42]